# Quá trình thủy phân ATP
Đây là quá trình phản ứng gây ra bởi năng lượng hóa học mà chúng được chứa đựng và vận chuyển trong các liên kết phân tử hữu cơ có chứa phosphor năng lượng cao trong cấu trúc ATP sau khi giải phóng năng lượng, ví dụ trong các cơ, nhằm tạo ra các vận động cho cơ thể. Sản phẩm của quá trình thủy phân ATP sẽ giải phóng ra ADP (Adenosine diphosphate), nguyên tử phosphat vô cơ và (orthophosphate) (Pi). ADP sau đó có thể tiếp tục được thủy phân và tạo ra năng lượng, Adenosine monophosphate (AMP) và các orthophosphate khác (Pi).
Quá trình thủy phân của nhóm phosphat trong ATP (Adenosine Triphosphate) sẽ tạo ra một lượng năng lượng cỡ khoảng 7kcal/mol. Năng lượng chứa trong ATP có thể dùng thực hiện công ở tế bào, như co cơ, vận chuyển chất qua màng tế bào, tổng hợp các phân tử hữu cơ...
Năng lượng được thực hiện quay vòng trong tế bào, qua ATP. Một phân tử ATP chỉ tồn tại vài giây thì năng lượng của nó đã được chuyển luôn sang phân tử khác, và ATP trở thành ADP, phân tử ADP mới được tạo ra này lại nhanh chóng được chuyển trở thành ATP do được ghép sóng hành với các phản ứng giải phóng năng lượng (tức các phản ứng phân giải glucid, lipid và protein). Tuy phân tử ATP chứa năng lượng trong cấu trúc của mình, nhưng chức năng của nó là vận chuyển năng lượng hơn là kho chứa năng lượng. Tổng năng lượng chứa trong toàn bộ các phân tử ATP một tế bào cũng chỉ đủ dùng cho tế bào đó trong vài giây.